# Langue limousine
Pour les articles homonymes, voir Limousin et limousin (dialecte).
Les expressions limousin et langue limousine (Llengua llemosina en catalan, Lenga lemosina en occitan) ont été utilisées à partir du XVIe siècle et jusqu'au milieu du XIXe siècle pour désigner la langue catalane,. Ces appellations furent inspirées par la proximité du catalan et de l'occitan et mirent à l'honneur le dialecte limousin, celui des premiers troubadours, qui influencèrent beaucoup la culture catalane. 
Par ailleurs, au long de l'histoire, ces termes ont aussi été utilisés dans toute la Romania pour désigner la langue des troubadours en général, c'est-à-dire l'occitan médiéval. 
Il semble que vers le XIIIe siècle, ces termes aient pu désigner l'ensemble des langues catalane et occitane, pour les différencier du français.
Germà Colón, catalan spécialiste en philologie romane et en lexicologie catalane, considère que l'application des mots limousin et langue limousine pour parler de l'ensemble de la langue occitane fait partie d'un phénomène assez courant dans les langues romanes qui consiste à attribuer à une langue le nom d'un de ses dialectes. Il rappelle que le mot provençal fut lui aussi utilisé pour désigner l'ensemble des dialectes occitans. 

## Moyen Âge
Aux XIIe et XIIIe siècles, on entend par « langue limousine » tous les dialectes occitans en France et hors de France. Le XIIIe siècle était le siècle d'or de la littérature populaire du Limousin. Les meilleurs troubadours de l'époque étaient connus et reconnus dans toute l'Occitanie mais aussi en Catalogne et en Italie. Les troubadours catalans chantèrent en catalan mais aussi en occitan, pour être compris « internationalement », de la même façon qu'aujourd'hui de nombreux chanteurs le font en anglais au lieu de chanter dans leur langue maternelle. 

### Premières références écrites
On trouve les premières traces écrites du terme limousin pour désigner le catalan, l'occitan ou parfois les deux, vers l'an 1200 dans le premier manuel de rhétorique troubadouresque. Razós de trobar est aussi la première étude grammaticale d'une langue romane. Le manuel est l’œuvre du catalan Raimon Vidal de Bezaudun. Il y parle du "lemosin" pour nommer "el nostre lengatge" (en français, notre langue). Il est évident qu'il parlait de l'ensemble de l'occitan et la plupart des historiens et linguistes ont considéré qu'il parlait aussi du catalan.
En 1220, le troubadour occitan Albertí de Sisteron opposait les pays du nord de la France à l'ensemble des pays catalans et occitans, qui pour lui étaient du même côté, bien que l'Occitanie était déjà conquise par les Français. Pourtant, il ne voit pas les terres du Limousin comme l'ensemble de l'Occitanie mais comme une de ses régions, au même titre que la Provence, l'Auvergne etc.

## Époque moderne
Au début du XVIe siècle, dans les royaumes de Valence et de Majorque, le mot limousin faisait référence au catalan ancien et à la langue des troubadours catalans et/ou occitans. Un peu plus tard, toujours au XVIe siècle, dans le royaume de Valence on préférait utiliser le mot "lemousin" plutôt que "catalan" pour désigner le catalan contemporain. 

### Premières références écrites
À l'Époque moderne, la première fois qu'on trouve écrit ce mot pour parler de la langue de la poésie fut sur une affiche d'un prix pour cobles lemosines en honneur à Ramon Llull en 1502 à Majorque.
La première fois qu'on l'utilise à l'écrit pour parler du catalan du Moyen Âge fut en 1521, par Joan Bonllavi, dans son livre Llibre d'Evast e Blanquerna modernitzat, où il écrit « la llengua llemosina primera » pour parler de la langue de Ramon Llull. Dans ce livre, on compare plusieurs manuscrits du Blanquerna, dont un était en occitan.
En 1523, on trouve écrite l'expression pour parler du catalan contemporain de la version modernisée du livre Scala Dei, écrit par Francesc Eiximenis en catalan au XIVe siècle.
Enfin, en 1531, on la trouve à Valence écrite pour parler du catalan original contemporain de l'époque, en particulier du livre Espill, écrit vers le 1460 par Jaume Roig.
Avant de la rédiger en italien, langue alors informe, Dante Alighieri hésita à composer sa Divine Comédie en langue limousine.
En 1646, 1736 et 1791, l'expression langue limousine apparaît encore en plusieurs références écrites pour parler du catalan médiéval du majorquin Ramon Llull, face au mot catalan utilisé pour la langue catalane contemporaine.
Le 1768, le roi despote Charles III d'Espagne dicte en espagnol la Real cédula de Aranjuez, selon laquelle il interdit l'utilisation de la lengua lemosina (langue limousine, en espagnol, mais il parlait du catalan) aux écoles et aux tribunaux.
En 1777, le voyageur anglais Henry Swinburne estime que le catalan est « un dialecte de l'ancien limousin ».

## LaRenaixença
La deuxième moitié du XIXe siècle est l'époque de la Renaixença de la culture et littérature des pays catalans. C'est un mouvement de récupération et de nouvelle fierté du catalan face à la situation de diglossie à laquelle on était en ce moment-là. En effet, l'espagnol s'était imposé aux territoires avant catalanophones, où les deux langues étaient parlées, mais en une situation où l'espagnol pouvait été utilisé partout, être appris aux écoles et il était considéré cultivé, tandis que l'étude du catalan avait été interdite et considérée vulgaire, voire un dialecte de l'espagnol de paysans sans culture qui ne parlaient pas correctement[réf. nécessaire]. 
Au XIXe siècle, à la suite entre autres de la révolution industrielle, la petite bourgeoisie commence à monter en puissance face à l'aristocratie, ce qui implique un peu plus d'indépendance et de pouvoir de la catalanophonie face au centralisme et absolutisme du roi à Madrid et finit par un désir de récupération et défense de son identité : la Renaixença (en français, Renaissance) est née.
Déjà au début de la Renaixença, les spécialistes en littérature des troubadours considèrent inappropriée l'utilisation de langue limousine pour parler du catalan et Marià Aguló i Fuster revendique la récupération du mot catalan aux Jeux floraux de 1862. Charles Davillier (en 1860) et Antoine de la Tour (en 1877) sont parmi les derniers à présenter le dialecte catalan-valencien comme relevant d'une langue « limousine ».
Les philologues et spécialistes en langues, au XIXe siècle, ont récupéré l'identité indépendante du catalan et de l'occitan, de façon que l'expression langue limousine disparaisse à cause de son inexactitude (sauf si c'est pour parler du dialecte de l'occitan parlé au Limousin) philologique et historique. 
Les références sont très abondantes. Déjà au début du XIXe siècle, Gaspar M. de Jovellanos a annoncé depuis son exil à Majorque que bientôt on utiliserait le mot "catalan". En 1855, Josep Maria Quadrado, de Minorque, critique le mot "limousin"; comme le font, par exemple, en 1858, le principal spécialiste en littérature troubadouresque, le catalan Manuel Milà i Fontanals ou, en 1864, le spécialiste en grammaire catalane Antoni de Bofarull. Même ceux qui avant avaient utilisé le mot "lemousin" revendiquent maintenant le "catalan", c'est par exemple le cas de Marcelino Menéndez Pelayo, qui défend le mot "catalan" le 1889. Aux îles Baléares on est d'accord à préférer le mot "catalan" au "limousin", comme l'a fait le majorquian Jeroni Rosselló, qui en 1873 publie son titre Poetes balears. Setgle XIX. Poesies d'autors vivents escrites en català. Également au Pays Valencien, on a par exemple la poésie du valencien Vicent W. Querol publiée en 1877 sous le titre de Rimes catalanes.
Le terme limousin pour parler de la langue catalane ou occitane n'est plus utilisé depuis le processus de normalisation de la langue catalane moderne au cours du premier tiers du XXe siècle.